# Éculleville
Éculleville est une ancienne commune française du département de la Manche et de la région Normandie, peuplée de 47 habitants.
Depuis le 1er janvier 2017, elle fait partie de la nouvelle commune de La Hague et a le statut de commune déléguée.

## Géographie

### Localisation
Les communes limitrophes sont Omonville-la-Rogue, Beaumont-Hague et Gréville-Hague.

## Toponymie
Le nom de la localité est attesté sous les formes Esculevilla vers 1140 et en 1332, en 1351 et 1352, Esculeville au XVIe siècle, Eculeville en 1553, Esculleville en 1554, en 1612 et 1636, Eculeville en 1677, Eculleville en 1689, en 1694 et en 1695 , Esculleville en 1713, Esculeville en 1716, Eculleville en 1719, Ecculleville en 1757, Eculleville en 1758, Eculleinville en 1771 et en 1777, Eculeville en 1781, Eculleville entre 1753 et 1785 et en 1793, Éculleville en 1801.

## Histoire

### Temps modernes
En 1567, Guillaumne Feuardent, écuyer, sieur d'Éculleville, est taxé pour ce fief de 40 solz dans le rôle des nobles et roturiers, au titre du ban et de l'arrière ban de la vicomté de Coutances, réalisé par Gilles Dancel, seigneur d'Audouville, lieutenant général du bailli de Cotentin, tenu à Coutances les 20-22 octobre. Le fief d'Éculleville, qui valait un quart de fief de haubert, était tenu du fief de Vauville.
Le dernier seigneur d'Éculleville fut Anne Hilarion Jean Feuardent (1764-1804), écuyer, lieutenant de vaisseau, né à Éculleville, mort à Fort-de-France.

## Politique et administration

### Liste des maires
| Période                                  | Période           | Identité                           | Étiquette   | Qualité |
| ---------------------------------------- | ----------------- | ---------------------------------- | ----------- | --- |
| Les données manquantes sont à compléter. |                   |                                    |             | |
| 1795                                     | 1797              | Philippe Delepine-Lejeune          |             | |
| 1797                                     | 1798              | Aubin Lemoine                      |             | |
| 1798                                     | 1799              | Jean Vautier                       |             | |
| 1799                                     | 1800              | Étienne Paris                      |             | |
| 1800                                     | 1800              | Jean-Charles Paris                 |             | |
| 1800                                     | 1808              | Bon-Marin Duval                    |             | Avocat en parlement Conseiller général de la Manche (1800 → 1801) |
| 1808                                     | juin 1852         | Jean-Charles Paris-Desfontaines    |             | |
| 1852                                     | 1859              | Bernardin Paris Desfontaines       |             | |
| 1859                                     |                   | Charles Édouard Asselin            |             | |
| 1871                                     | 1874              | Bernard Casimir Paris Desfontaines |             | |
| 1874                                     | 1874              | Charles Edouard Asselin            |             | |
| 1875                                     | 1877              | Gustave Chazot                     |             | Vérificateur des douanes retraité |
| 1877                                     | mars 1930 (décès) | Albert Le Moigne                   | Républicain | Maitre des requêtes au Conseil d'État Député de la Manche (1895 → 1906 et 1924 → 1928) Conseiller général de Beaumont (1886 → 1930) Président du conseil général de la Manche (1922 → 1930) |
| 1930                                     | 1945              | Paul Bouche                        |             | |
| 1945                                     | 1948              | Michel de Lacroix de Lavalette     |             | |
| 1948                                     | mars 1965         | Émile André                        |             | |
| mars 1965                                | mars 1977         | Charles Dubost                     |             | |
| mars 1977                                | mars 2001         | Bernard André                      |             | Agriculteur |
| mars 2001                                | mars 2008         | Miguel Gomez Blésa                 |             | Ancien adjoint au maire |
| mars 2008                                | décembre 2016     | Patrick Jourdain                   | SE          | Technicien de méthode |

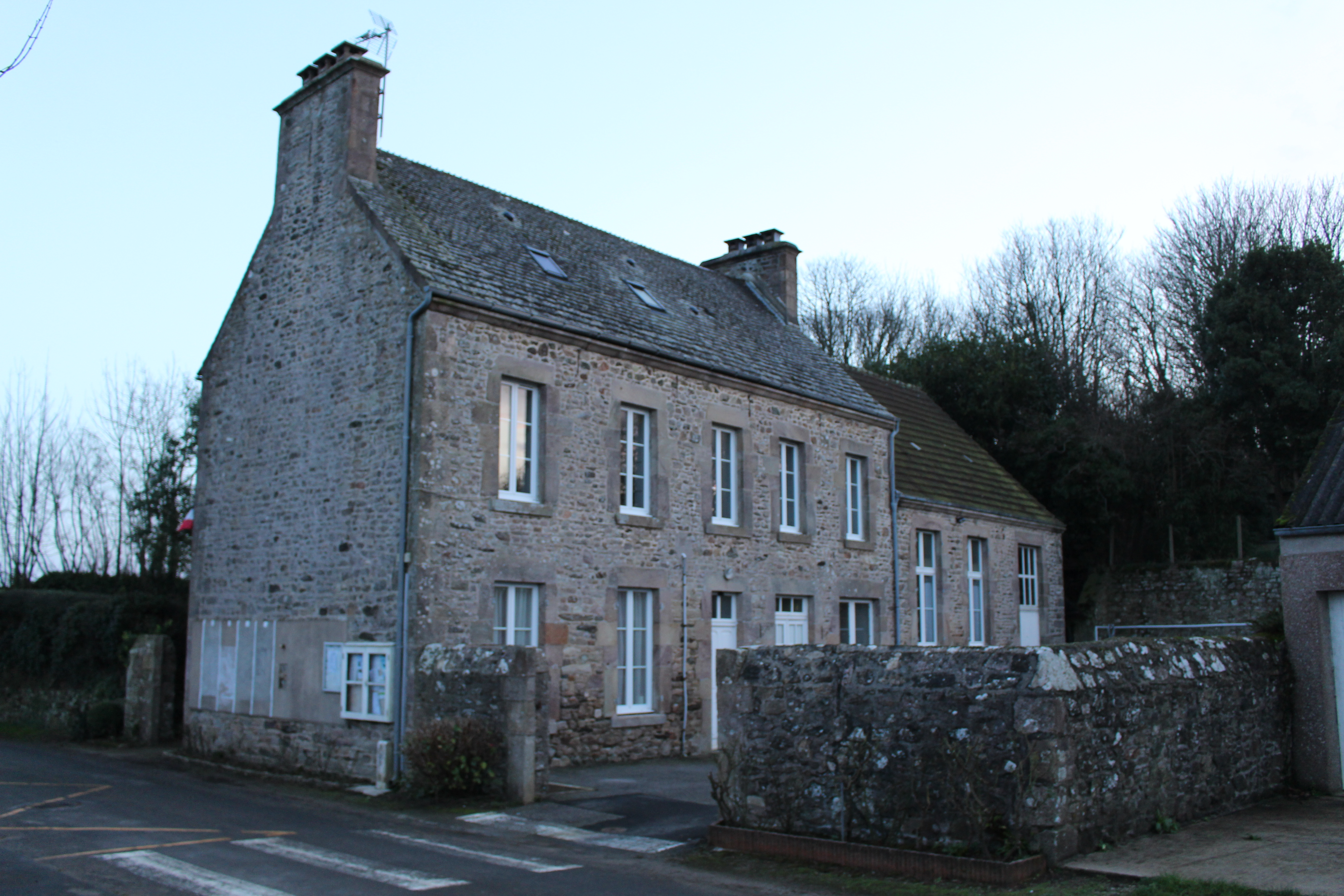
La mairie annexe.

Le conseil municipal était composé de sept membres dont le maire et un adjoint.

### Liste des maires délégués
| Période      | Période  | Identité         | Étiquette | Qualité                                                                           |
| ------------ | -------- | ---------------- | --------- | --------------------------------------------------------------------------------- |
| janvier 2017 | En cours | Patrick Jourdain | SE        | Technicien de méthode Adjoint au maire de La Hague Réélu pour le mandat 2020-2026 |

## Population et société
Les habitants de la commune sont appelés les Écullevillais.

### Démographie
L'évolution du nombre d'habitants est connue à travers les recensements de la population effectués dans la commune depuis 1793. À partir du 1er janvier 2009, les populations légales des communes sont publiées annuellement dans le cadre d'un recensement qui repose désormais sur une collecte d'information annuelle, concernant successivement tous les territoires communaux au cours d'une période de cinq ans. 
Pour les communes de moins de 10 000 habitants, une enquête de recensement portant sur toute la population est réalisée tous les cinq ans, les populations légales des années intermédiaires étant quant à elles estimées par interpolation ou extrapolation. Pour la commune, le premier recensement exhaustif entrant dans le cadre du nouveau dispositif a été réalisé en 2006,.
En 2021, la commune comptait 47 habitants, en évolution de +51,61 % par rapport à 2015 (Manche : +0,44 %, France hors Mayotte : +2,49 %).
| 1793 | 1800 | 1806 | 1821 | 1831 | 1836 | 1841 | 1846 | 1851 |
| ---- | ---- | ---- | ---- | ---- | ---- | ---- | ---- | ---- |
| 137  | 164  | 162  | 189  | 141  | 137  | 150  | 137  | 138  |

| 1856 | 1861 | 1866 | 1872 | 1876 | 1881 | 1886 | 1891 | 1896 |
| ---- | ---- | ---- | ---- | ---- | ---- | ---- | ---- | ---- |
| 137  | 135  | 137  | 142  | 102  | 111  | 102  | 95   | 74   |

| 1901 | 1906 | 1911 | 1921 | 1926 | 1931 | 1936 | 1946 | 1954 |
| ---- | ---- | ---- | ---- | ---- | ---- | ---- | ---- | ---- |
| 79   | 75   | 61   | 67   | 75   | 75   | 50   | 65   | 51   |

| 1962 | 1968 | 1975 | 1982 | 1990 | 1999 | 2006 | 2011 | 2016 |
| ---- | ---- | ---- | ---- | ---- | ---- | ---- | ---- | ---- |
| 51   | 56   | 33   | 55   | 55   | 42   | 42   | 33   | 31   |

| 2019 | - | - | - | - | - | - | - | - |
| ---- | - | - | - | - | - | - | - | - |
| 27   | - | - | - | - | - | - | - | - |

### Cultes
L'église est rattachée à la paroisse Bienheureux Thomas Hélye de la Hague du doyenné de Cherbourg-Hague.

## Culture locale et patrimoine

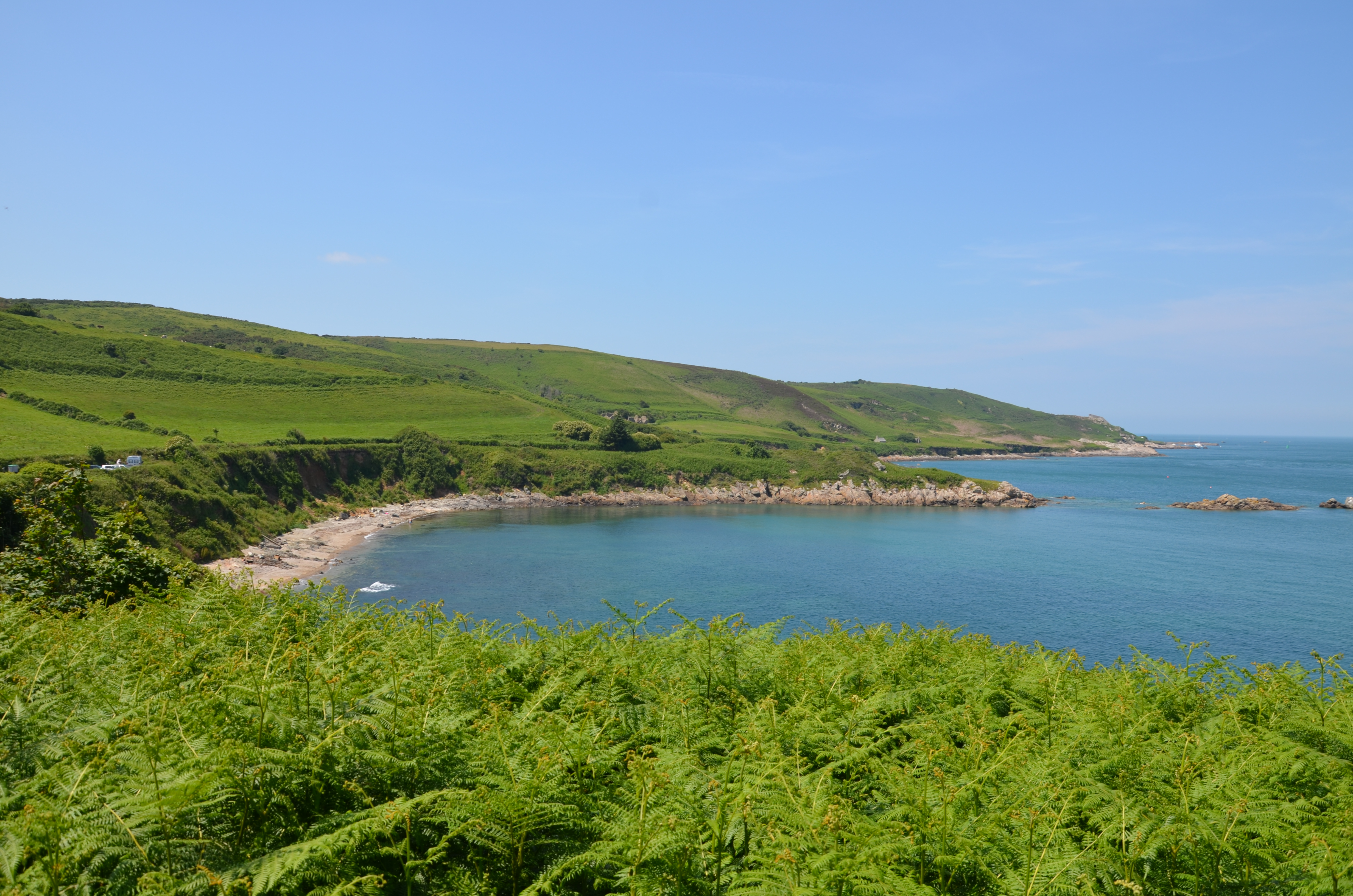
La baie de Quervière.

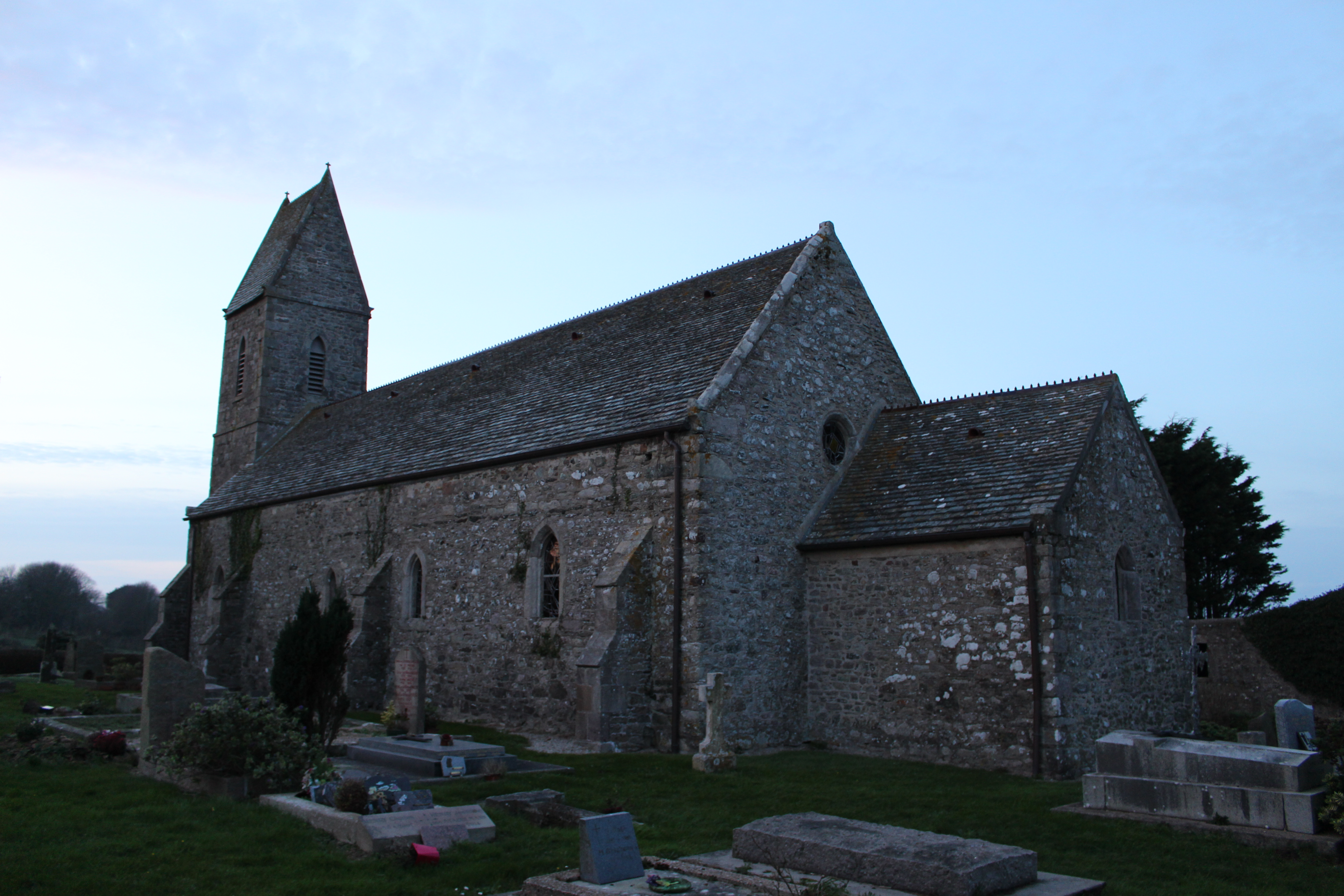
L'église Saint-Martin.

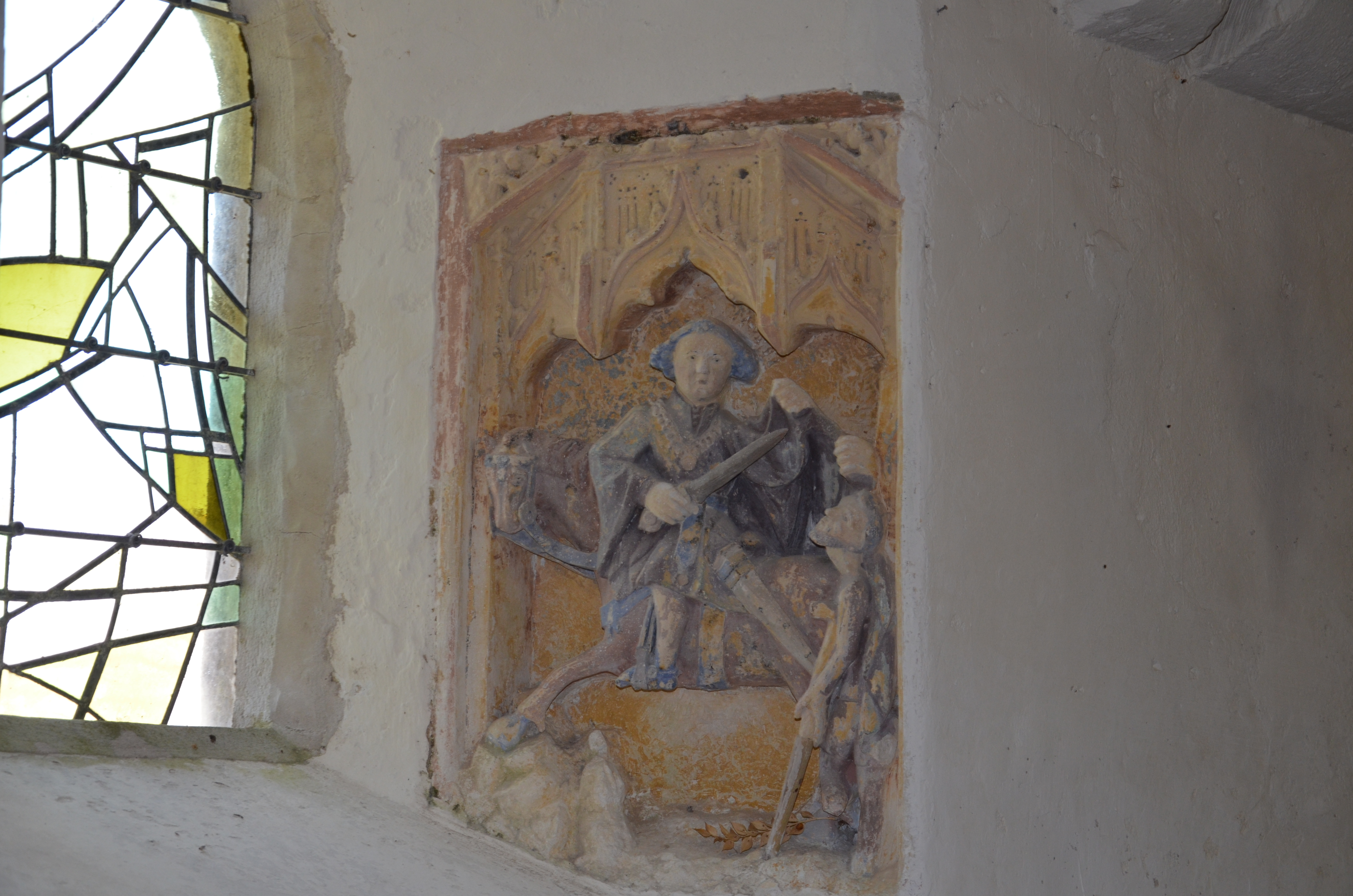
La « charité de saint Martin ».

### Lieux et monuments
- Baie de Quervière et pointe du Cormoran.
- Maison d'Éculleville. Demeure seigneuriale datée de 1707, à laquelle on accède à son rez-de-chaussée surélevé par un escalier à double révolution[33].
- Ferme-manoir de la Cotentine.
- Église Saint-Martin des XIIIe[34], XVe – XIXe siècle, très rénovée. Elle abrite un bas-relief du XVe : la Charité de saint Martin classé au titre objet aux monuments historiques[35], scellé dans l'embrasure d'une fenêtre nord, ainsi qu'un bénitier du XVIIe, des fonts baptismaux du XVIIIe, un lavabo du XIVe et une verrière du XXe.
- Croix de cimetière du XVIIe siècle.
- Cinq anciens moulins (la vallée des Moulins), dont le Val-Ferrand, la Teinturerie et la Sabine.
- Lavoir.
- Le Hague-Dick qui barrait toute la Hague, avait le Val Ferrand pour extrémité est.

### Patrimoine culturel
Le village a servi de décor à plusieurs films : Tess  de Roman Polanski, Le Rayon vert d'Éric Rohmer, Un bon petit petit diable de Jean-Claude Brialy, La Course à l'échalote de Claude Zidi[réf. nécessaire], Marguerite et Julien de Valérie Donzelli.

### Personnalités liées à la commune
- Albert Le Moigne (1849-1930), propriétaire de la Maison d'Éculleville, maire de la commune, député de Cherbourg, président du conseil général de la Manche.
- Jean Mabire (1927-2006), écrivain, romancier, journaliste et critique littéraire français, est enterré avec sa femme dans le cimetière de l'église Saint-Martin.